# Most (by)
|  | Ikke at forveksle med drikken Most |
 For alternative betydninger, se Most. (Se også artikler, som begynder med Most)
Most (tysk: Brüx) er en by i det nordvestlige Tjekkiet med et indbyggertal (pr. 2008) på ca. 67.000. Byen ligger i regionen Ústí nad Labem, 77 kilometer nordvest for landets hovedstad Prag.